# Birgisch
Birgisch est une localité et une ancienne commune suisse du canton du Valais, située dans le district de Brigue.

## Histoire
Le 1er janvier 2013, Birgisch et Mund sont intégrées à la commune de Naters.